# あなたを忘れない
『あなたを忘れない』（あなたをわすれない）は、「日韓友情年2005の記念事業」として制作された日本・韓国合作映画である。2001年1月26日に発生した新大久保駅乗客転落事故を題材をしているが、内容はフィクションである。日本での公開は事故から6年と1日後の2007年1月27日。韓国では2008年10月30日に公開。

## スタッフ
- 監督：花堂純次
- 原作：シン・ユンチャン『息子よ! 日韓に架ける命のかけ橋』／カン・ヒボン『あなたを忘れない』／佐桑 徹『李 秀賢さんあなたの勇気を忘れない』
- 脚本：花堂純次／三村順一
- 音楽：杦村雅祥
- プロデューサー：三村順一／山川敦子／杉原晃史
- 特別協賛：ロッテ
- 後援：外務省 日韓友情年「2005」実行委員会／日韓議員連盟／釜山広域市／在日本大韓民国民団／日韓経済協会／日韓文化交流基金／日韓親善協会中央会／エル･エス･エイチ アジア奨学会／学校法人 新井学園赤門会／国連支援交流協会
- 主題歌：『光～あなたを忘れない～』槇原敬之／『辿り着く場所』HIGH and MIGHTY COLOR
- 支援：文化庁
- 配給：ソニー・ピクチャーズ エンタテインメント
- 製作協力：ワイズジャパン
- 製作：映画「あなたを忘れない」プロジェクト（AMGエンタテインメント、ヨントリー tamakoshi、セブン・セブン、JET LINK、ギャラリー有田、東京電化、サムファエンターテインメント）

## 配役
- イ・スヒョン（李秀賢）：イ・テソン（이태성）
- 星野ユリ：マーキー(HIGH and MIGHTY COLOR)
- 平田一真：竹中直人
- 風間龍次：金子貴俊
- 岡本留美子：浜口順子
- 星野史恵：原日出子
- 高木五月：大谷直子
- イ・ソンデ（スヒョン父） ：鄭東煥（チョン・ドンファン、정동환）
- シン・ユンチャン（スヒョン母）：李鏡珍（イ・ギョンジン、이경진）
- イ・スジン役（スヒョン妹）：李雪雅（イ・ソルア、이설아）
- 佐藤：ルー大柴
- 小島朝子：吉岡美穂
- 関根：大嶋守立
- タカシ：矢吹蓮（現・ヤブキレン）
- 岩戸秀年

## その他
- 本作には日本の文化庁が日韓文化交流を理由に3000万円の製作資金を提供している。
- 2007年1月26日の追悼試写会では、プロデューサーの招聘により天皇・皇后が訪れた。他には安倍昭恵首相夫人や森喜朗元首相、福田康夫元官房長官、元野球選手の張本勲も試写会に参加している。天皇の参観については、日韓関係の改善をアピールすると共に、右派に対する圧力になるとの見方が外交関係者から出ていた[2]。
- 映画の配給はソニーピクチャーズ。ヒロイン星野ユリを演じたマーキーがボーカルを務めていたHIGH and MIGHTY COLORが本作の主題歌を担当した。
- 花堂監督は映画製作の過程に当たって「李秀賢が自らの命を顧みず救助活動を行ったのは、朝鮮人独特のウリ（同胞）の精神によるもので有り、李が日本人を許してくれたから日本人を朝鮮人と同じと思ってくれたから」という考えを持っていたが、映画製作に協力した李秀賢と同世代の韓国人達に持論を否定され失望し背を向ける姿が写された[注 1]。
- 花堂監督はキネマ旬報からのインタビューて撮影で自身を悩ませたことについて、韓国で撮影も行ったが韓国の映画界の日本人への態度と反日デモと述べている[3]。

## 事実との相違点
（劇中）李秀賢が日本で日本人の恋人（役名:星野ユリ）を作っていた。
（事実）星野ユリとその父親は架空人物で、星野の父親が韓国嫌いという設定も創作であり、花堂監督もキネマ旬報のインタビューでそこはフィクションだと認めている。
（劇中）李秀賢はタクシーにはねられたが、タクシーの乗客は「早く車を出せ」と運転手に命令し、運転手は逃げる。周りの人間は李を助けない。
（事実）李はタクシーにはねられた後、タクシーの乗客が介抱した。警察署でタクシー運転手と話し合いをするが、自分の日本語があまり通じなかった事や、右腕を骨折したのに保険金が下りなかった事、タクシー運転手が詫びていない事が不満だったと語っている。
（劇中）日本人の救援者である関根史郎を全く取り上げていない。
（事実）花堂監督は遺族が「そっとしておいてほしい」と断ったために、関根史郎については全く劇中で取り上げなかったと弁明している。最後に「李秀賢さんと関根史郎さんに捧ぐ」とのクレジットが挿入されている。しかし、関根の恩師である写真家の熊切圭介は、協力依頼が一切なかったとしている。
花堂監督自身は「（この映画は）ドキュメンタリーではない。彼（李）の行動を知ったときの感動や彼が発したメッセージを伝えたかった」としている。